# Lizbeth Robles Uribe
Lizbeth Hilda Robles Uribe (San Vicente de Cañete, 14 de mayo de 1984) es una docente y política peruana.
Nació en San Vicente de Cañete, en el departamento de Lima, el 14 de mayo de 1983. Cursó sus estudios primarios y secundarios en su ciudad natal. Llevó estudios técnicos de docencia en un instituto superior de la provincia de Cañete. Asimismo, entre el 2006 y el 2008, inició los estudios de la carrera de educación en la Universidad Nacional de Educación Enrique Guzmán y Valle sin culminarla. Desde 2011 trabaja como profesora en distintos colegios de la provincia de Cañete.
Desde el año 2014 forma parte del partido fujimorista Fuerza Popular siendo, desde 2015, secretaria provincial de esa organización. Participó en las elecciones generales del 2016 como candidata al congreso por ese partido resultando elegida para el periodo parlamentario 2016-2021. Su mandato fue interrumpido el 30 de septiembre de 2019 tras la disolución del congreso realizada por el presidente Martín Vizcarra. 
Durante su gestión, en el año 2018, se informó que Robles Uribe y su conviviente Edward Roger Rojas Rugel habrían obligado (o inducido) a sus exasesores José Altez Rodríguez y Sara Milla Abarca a entregarles mensualmente el 50% de sus remuneraciones desde que ingresaron a trabajar al Congreso como su personal de confianza. Este hecho motivó la denuncia ante la Fiscalía de la Nación por la supuesta comisión de los delitos contra la administración pública en la modalidad de concusión y de negociación incompatible o aprovechamiento indebido del cargo. El 2 de julio de 2020, la Fiscalía de la Nación dispuso haber mérito para la formulación de una denuncia constitucional contra ella.
Asimismo, Lizbeth Robles formó parte del grupo de congresistas fujimoristas afines a Kenji Fujimori que el año 2018 renunciaron a la bancada de Fuerza Popular para formar el grupo parlamentario "Cambio 21".